# ラ・ファクシオン・インゴベルナブレ
ラ・ファクシオン・インゴベルナブレ（La Facción Ingobernable）は、プロレスラーのユニット。ロス・インゴベルナブレスの後継ユニットとして結成された。ユニット名はスペイン語で「制御不能な派閥」。

## 概要

### ROH
2019年10月31日、CMLLを退団したルーシュが自分たちのロス・インゴベルナブレスを作ることを示唆。
既にメンバーとして、自身の父ベスティアと盟友のマスカラがいることを発言する。  
同年、12月14日のAAAのPPV「Guerra de Titanes」でルーシュが試合終了後、新メンバーとして、キラー・クロス、エレア・パーク、コナン、スカーレット・ボルドーを加入。
更に翌日のROHにて、「ROH版のラ・ファクシオン」を結成。末弟のドラゴン・リー（2代目）、ケニー・キングとケニーの妻エミー・ローズがメンバーに加わる。

### AEW
2022年11月25日AEWに所属するプレストン・ヴァンスが、ザ・ダーク・オーダーを裏切り、マスクを自ら脱ぎ捨て、このユニットに加入した。

## メンバー
- ルーシュ（結成 - ）
- ラ・ベスティア・デル・リング（結成 - ）
- ケニー・キング（2019年12月15日 - ）
- ドラリスティコ（2021年9月2日 - ）
- プレストン・ヴァンス（AEW/2022年11月25日 - ）

## 元メンバー
- キラー・クロス（2019年12月14日 - 2020年2月5日）
- スカーレット・ボルドー（2019年12月14日 - 2020年2月5日）
- ラ・マスカラ（結成 - 2020年1月8日）
- エレア・パーク（2019年12月14日 - 2021年5月30日）
- コナン（2019年12月14日 - 2021年5月30日）
- エミー・ローズ（2019年12月15日 - 2021年3月26日）
- ドラゴン・リー（2代目）（2019年12月15日 - 2022年8月18日）